# Neidiaceae
Famille
Les Neidiaceae sont une famille d'algues de l'embranchement des Bacillariophyta (Diatomées), de la classe des Bacillariophyceae et de l’ordre des Naviculales.

## Étymologie
Le nom de la famille vient du genre type Neidium, dérivé du grec νειδιν / neidin diminutif de ναύς / nays, bateau.

## Liste des genres
Selon AlgaeBase (18 mai 2022) :
- Muelleria (Frenguelli) Frenguelli, 1945
- Neidiomorpha Lange-Bertalot & Cantonati, 2010
- Neidiopsis H.Lange-Bertalot & D.Metzeltin, 2001
- Neidium Pfitzer, 1871  genre type
- Scoliopleura Grunow, 1860

## Systématique
Le nom correct complet (avec auteur) de ce taxon est Neidiaceae Mereschkowsky, 1903.